# Adamclisi
Adamclisi (deutsch Adamklissi) ist ein Dorf in der Dobrudscha im Kreis Constanța in Rumänien.

## Geschichte

Tropaeum Traiani

Die Gründung des Ortes in römischer Zeit geht wahrscheinlich auf ein Legionslager namens „Civitas Tropaensium“ zurück. Berühmt wurde der Ort wegen seines Denkmals, des Tropaeum Traiani, welches als Siegeszeichen der Römer nach Trajans Kriegen gegen die Daker 109 errichtet wurde. Später siedelten sich hier Veteranen der Dakerkriege an. Um das Jahr 200 erhielt der Ort römisches Stadtrecht. Nach dem Rückzug der Römer aus Dakien beherrschten die Goten „Tropaeum Traiani“. Unter Konstantin erhielt die Stadt neue Befestigungsanlagen und erlebte eine zweite Blüte. Im Jahr 587 wurde sie von den Awaren geplündert und versank danach für Jahrhunderte in der Bedeutungslosigkeit.
Mit der Eroberung der Dobrudscha durch das Osmanische Reich am Ende des 14. Jahrhunderts siedelten sich Türken und Tataren an. Der Name Adamklissi beziehungsweise Adam Kilise (türkisch „Kirche des Mannes“) entstand durch einen Irrtum: Die Türken hielten das Denkmal für eine Kirche.

## Sehenswürdigkeiten
Neben dem „Tropaeum Traiani“ sind die von Archäologen freigelegten Ruinen der gleichnamigen Stadt zu besichtigen. Dazu gehören die Verteidigungsanlagen mit 22 Türmen und vier Toren, Kanalisationsanlagen, gepflasterte Straßen und vier frühchristliche Kirchen.